# Loma Bonita, Atzalan
Loma Bonita är en ort i Mexiko.   Den ligger i kommunen Atzalan och delstaten Veracruz, i den sydöstra delen av landet, 230 km öster om huvudstaden Mexico City. Loma Bonita ligger 629 meter över havet och antalet invånare är 183.
Terrängen runt Loma Bonita är lite bergig. Runt Loma Bonita är det ganska tätbefolkat, med 129 invånare per kvadratkilometer. Närmaste större samhälle är Martínez de la Torre, 16,1 km norr om Loma Bonita. Omgivningarna runt Loma Bonita är en mosaik av jordbruksmark och naturlig växtlighet.